# Bitwa pod El-Obeid
Bitwa pod El-Obeid (właściwie Al-Ubajjid) – starcie zbrojne sił brytyjsko-egipskich z powstańczym wojskiem Muhammada Ahmada ibn Abd Allaha al-Mahdiego w dniach 3–5 listopada 1883 roku, około 350 kilometrów na południowy zachód od Chartumu w prowincji Kordofan w Sudanie.
Po wybuchu powstania mahdystów wojska egipskie kilkakrotnie próbowały rozbić siły powstańcze, ale za każdym razem bezskutecznie. Po upadku stolicy Kordofanu El-Obeid, nowe siły zostały skierowane na południe celem zniszczenia buntowniczej armii, która dążyła do zajęcia całego Sudanu i zdobycia Chartumu.
Od chwili opuszczenia doliny Nilu w okolicach Ad-Duwajm zgrupowanie płk Williama Hicksa (znanego jako Hicks Pasza) znalazło się w ciężkiej sytuacji na obszarach rozległej, bezwodnej sawanny.
Siły tzw. "kordofańskiej ekspedycji Hicksa" stanowiło 7 000 piechoty i 1 000 kawalerii (głównie egipskiej), uzbrojonej w 10 dział górskich, 4 działa polowe Kruppa i 4 kartaczownice Nordenfelta oraz około 3 000 ludzi z nieregularnych oddziałów (przeważnie tureckich). Zaopatrzenie, w tym racje żywnościowe na 50 dni, niosło 500 wielbłądów.
Siły przeciwnika liczyły ponad 40 tysięcy ludzi uzbrojonych w sześć tysięcy nowoczesnych karabinów i nieznaną liczbę dział zagarniętych w magazynach wojskowych w El-Obeid.
Starcie, do którego doszło w pobliżu wioski Szekkan, trwało trzy dni, przy czym pozbawione wody i amunicji siły egipskie skazane były na porażkę, otoczone przez przeważające liczebnie oddziały mahdystów. W rezultacie bitwa przekształciła się w masakrę. Hicks i ogromna większość jego ludzi została zabita, a zaledwie 500 zdołało się uratować. Straty mahdystów były nieznane, ale zapewne porównywalne.
Skutkiem eliminacji ostatnich sił kolonialnych w Sudanie wojska mahdystów obległy Chartum, który został zdobyty w styczniu 1885.